# Na Hang (ville)
Na Hang est la capitale du district de Na Hang, province de Tuyen Quang, Vietnam.

## Géographie
La ville de Na Hang est située :
- Frontière est de la commune de Son Phu
- Frontière ouest de la commune de Nang Kha
- Frontière sud de la commune de Thanh Tuong
- Au nord, elle borde les communes de Nang Kha et Khau Tinh.

La ville de Na Hang est située sur les deux rives de la rivière Gam. La rivière Nang forme la frontière naturelle au nord-est de la commune avant de converger vers la rivière Gam. Le ruisseau La Mang et de nombreux petits ruisseaux se jettent dans la rivière Gam. Dans la zone urbaine, il y a également le lac Pac Ban. La ville de Na Hang est traversée par la route nationale 279 et la route nationale 2C.

## Administration
La ville de Na Hang est divisée en 23 groupes résidentiels : 2, 3, 4, 5, 6, 7, 8, 9, 10, 12, 13, 14, 15, 16, 17, 20, Ha Vi, Khuon Phuong, Ngoi Ne, Na Mo, Yen Trung, Tan Lap.

## Histoire
La ville de Na Hang a été créée le 13 février 1987 en vertu de la décision n° 28-HDBT du Conseil des ministres sur la base de 68,8 hectares d'espace naturel et de 87 habitants de la commune de Thanh Tuong ; 675,2 hectares d'espace naturel et 840 habitants de la commune de Nang Kha ; 925 hectares d'espace naturel et 3 650 habitants de la commune de Vinh Yen.
Après sa création, la ville comptait 1 668,8 hectares de zone naturelle et 4 577 habitants.
Le 25 janvier 2006, le gouvernement a publié le décret n° 14/2006/ND-CP. En conséquence, 1 686 hectares d'espace naturel et 109 habitants de la commune de Vinh Yen récemment dissoute, 420 hectares d'espace naturel et 1 034 habitants de la commune de Thanh Tuong, 560 hectares d'espace naturel et 550 habitants de la commune de Nang Kha ont été transférés à la ville de Na Hang pour la gestion.
Après avoir ajusté les limites administratives, la ville de Na Hang compte aujourd'hui 4 363 hectares de zone naturelle et 6 784 habitants.

## Économie

### Hydroélectricité
La centrale hydroélectrique de Tuyen Quang se trouve à la sortie nord-est de la ville.

## Voir plus
- Liste de villes du Vietnam

## Note
1. ↑  Tổng cục Thống kê
2. ↑  Circulaire 22/2013/TT-BTNMT du 3 septembre 2013, promulguant la liste des toponymes résidentiels, montagnards, hydrologiques et socio-économiques servant à la cartographie de la province de Tuyen Quang. Thuky Luat Online, 2016. Consulté le 30 août 2018.
3. ↑  « Décision n° 28-HDBT de 1987 sur la division d'un certain nombre de communes et la création de villes dans les districts de Bac Me, Na Hang et Yen Son de la province de Ha Tuyen. »
4. ↑  « « Décret n° 14/2006/ND-CP portant modification des limites administratives d'un certain nombre de communes et de villes du district de Na Hang, province de Tuyen Quang». »